# Amanda Marshall (album)
Amanda Marshall è l'album di debutto della cantante di genere pop canadese Amanda Marshall, pubblicato il 15 febbraio 1996 dall'etichetta discografica Epic.
L'album è stato promosso da numerosi singoli: Let It Rain, Birmingham, Fall from Grace, Beautiful Goodbye, Dark Horse, Sitting on Top of the World e Trust Me (This Is Love).
L'album è stato prodotto da David Tyson.

## Tracce
CD (Epic 483791 2 / EAN 5099748379122)
1. Let It Rain – 4:32 (K. Hall)
2. Birmingham – 5:21 (David Tyson, Gerald O'Brien, Dean McTaggart)
3. Fall from Grace – 4:20 (M. Jordan, K. Bullard)
4. Dark Horse – 5:38 (David Tyson, Amanda Marshall, Dean McTaggart)
5. Beautiful Goodbye – 5:17 (Christopher Ward, David Tyson, Gerald O'Brien, Dean McTaggart)
6. Sitting on Top of the World – 4:19 (Amanda Marshall)
7. Last Exit to Eden – 4:23 (David Tyson, Dean McTaggart)
8. Trust Me (This Is Love) – 4:58 (David Tyson, Dean McTaggart)
9. Let's Get Lost – 4:13 (Christopher Ward, Amanda Marshall)
10. Promises – 5:22 (John Capek, M. Jordan)

Durata totale: 48:23

## Classifiche
| Classifica (1996) | Posizione raggiunta |
| ----------------- | ------------------- |
| Norvegia          | 1                   |
| Canada            | 4                   |
| Paesi Bassi       | 14                  |
| Australia         | 15                  |
| Nuova Zelanda     | 17                  |
| Austria           | 41                  |
| Svizzera          | 42                  |
| Regno Unito       | 47                  |
| Stati Uniti       | 156                 |